# Trafolite
El trafolite (del inglés, Traffolite o Traffolyte) es un material hecho de láminas de plástico fenólico de dos o varias capas de diferente color, muy indicado para el grabado por fresa o láser. El nombre procede de la marca que lo desarrolló, Traffolyte. Cada capa tenía un color diferente, por lo que las letras o formas grabadas serían de un color diferente al de las partes no grabadas. Por lo tanto, podría usarse para etiquetas de nombre, etiquetas y signos. Otra ventaja de este material es su resistencia a la temperatura, al sol, la alta acidez y a la salinidad. Tampoco es conductor eléctrico.
Por su alta resistencia, el trafolite se usa comúnmente para señales de tráfico, que tienen que aguantar en exterior todo tipo de ambientes.

## Historia
El material se remonta a 1927, cuando fue producido por primera vez por Metropolitan-Vickers Electrical Ltd. en su fábrica en Trafford Park (Mánchester, Reino Unido), para etiquetas de transformadores. El negocio completo fue vendido a De La Rue Insulation Ltd en 1945; De La Rue salió de este negocio a principios de la década de 1960. Hay una gran cantidad de empresas que fabrican material de grabado fenólico de dos y tres capas y se ha convertido en un término genérico; No se ha encontrado ningún registro de que haya sido una marca registrada en los Estados Unidos o el Reino Unido.

## Peligros
Los signos y etiquetas de trafolite son baratos de producir y fueron muy populares en el pasado. Sin embargo, el polvo fenólico ahora se reconoce como un peligro para la salud, por lo que se deben tomar precauciones durante la producción de etiquetas.